# Mount Beowulf
Mount Beowulf är ett berg i Antarktis. Det ligger i Östantarktis. Nya Zeeland gör anspråk på området. Toppen på Mount Beowulf är 2 100 meter över havet.
Terrängen runt Mount Beowulf är kuperad österut, men västerut är den bergig. Trakten är obefolkad. Det finns inga samhällen i närheten. 